# یواس‌اس کوئینسی (سی‌ای-۳۹)
یواس‌اس کوئینسی (سی‌ای-۳۹) (به انگلیسی: USS Quincy (CA-39)) یک کشتی بود که طول آن ۵۸۸ فوت ۲ اینچ (۱۷۹٫۲۷ متر) بود. این کشتی در سال ۱۹۳۵ ساخته شد.